# Крива (дем Пеония)
Крѝва (на гръцки: Γρίβα, Грива, катаревуса: Γρίβας, Гривас, до 1926 година Κρίβα, Крива) е село в Егейска Македония, Гърция, част от дем Пеония в административна област Централна Македония.

## География
Селото е разположено на 460 m надморска височина, на 4 km северозападно от демовия център Гумендже (Гумениса) в източните склонове на планината Паяк (Пайко). Край селото е разположен манастирът „Свети Рафаил, Николай и Ирина“.

## История

### Античност
На 1300 m югоизточно от селото при оформяне на двора на църквата „Свети Антоний“ е открито антично селище с повърхностна керамика, обявено в 1996 година за защитен паметник.

### В Османската империя
Според предания на стари негови жители село Крива е основано в края на XV век или в началото на XVI век. Около най-старата Горна махала (Горна мала) възникват нови махали от местното население и от преселници от Югозападна Македония. Различия в наречията на отделните махали се чувстват до началото на XX век. Църквата „Свети Атанасий“ („Свети Атанас“) е от 1801 година.
Според Астерьос Кукудис Крива е бивше мъгленорумънско село. Александър Синве („Les Grecs de l’Empire Ottoman. Etude Statistique et Ethnographique“), който се основава на гръцки данни, в 1878 година пише, че в Крива (Kriva), Воденска епархия, живеят 1020 гърци.
На австро-унгарската военна карта е отбелязано като Крива (Kriva), на картата на Йоргос Кондоянис е отбелязано също като Крива (Κρύβα), християнско село. Според Николаос Схинас („Οδοιπορικαί σημειώσεις Μακεδονίας, Ηπείρου, Νέας οροθετικής γραμμής και Θεσσαλίας“) в средата на 80-те години на XIX век Кирва (Κρίβα) е село със 170 християнски семейства.
Селото признава върховенството на Българската екзархия. През май 1880 година са арестувани мухтарите на няколко енидженски села и от тях е изискано поръчителство, че са благонадеждни, което би могъл да даде само гръцкия митрополит. Така митрополит Йеротей Воденски успява да откаже от Екзархията селата Крива, Баровица, Църна река, Тушилово, Петрово, Бозец, Постол, Геракарци и Кониково.
Според статистиката на Васил Кънчов („Македония. Етнография и статистика“) в 1900 година в Крива живеят 1300 българи християни.
Според Христо Силянов след Илинденското въстание в 1904 година цялото село минава под върховенството на Екзархията. Според секретаря на екзархията Димитър Мишев („La Macédoine et sa Population Chrétienne“) в 1905 година в Крива (Kriva) има 1600 българи екзархисти. Заради високия български дух на населението Крива е известна и като „Малката София“.
След Младотурската революция в 1909 година жителите на селото изпращат следната телеграма до Отоманския парламент:
| „ | В селото ни има 240 къщи, от които 10 са патриаршисти, а 230 екзархисти. Селската ни черква и училище са построени през стария режим с помощта на бедното население, а днес при конституционния режим стоят затворени, макар че ние българите като екзархисти си плащаме редовно от десет години насам всички даждия. Десетте къщи по народност са българи, а се наричат гъркомани само защото са под ведомството на Патриаршията и те, при все че при построяването на черквата не са дали нито един камък помощ, продължават да си служат в черквата и в училището, което посещават само 5-6 техни деца, а ние българите, 230 къщи, оставаме без черква и училище, нямаме къде да се молим и децата ни се скитат из улиците. Ние, бащите на тези деца, обръщаме се първо към бога и второ апелирам към народните представители като добри патриоти да се позанимаят с този въпрос и да турят край на подобни несправедливости, които могат да ни хвърлят в отчаяние. От името на населението на село Крива кмет Коста Митре. | “ |

Според данни на кукушкия околийски училищен инспектор Никола Хърлев през 1909 година в Крива има назначен от Екзархията български учител, но властите не допускат отварянето на българско училище поради статуквото.
През есента на 1910 година Апостол войвода, отново нелегален, влиза в Крива и държи публична реч. В резултат на 26 септември в селото са арестувани 80 души.
По данни на Екзархията в 1910 година Крива има 224 семейства, 962 жители българи и една черква.
В 1910 година Халкиопулос пише, че в селото (Κρίβα) има 790 екзархисти и 120 патриаршисти.
При избухването на Балканската война в 1912 година 27 души от Крива са доброволци в Македоно-одринското опълчение. Седмица преди началото на войната в Крива се провежда районно съвещание на ръководителите на ВМОРО начело с Ичко Димитров. След предателство от гъркомани селото е обградено и в него три дни се води бой, в който турците използват планинска артилерия. Четата се оттегля без загуби, но Крива е изцяло опожарено.

### В Гърция
По време на Балканската война в селото влизат гръцки части, а след Междусъюзническата Крива попада в Гърция. В 1912 година е регистрирано като селище с християнска религия и „македонски“ език. Преброяването в 1913 година показва Крива (Κρίβα) като село с 545 мъже и 504 жени. В 1914 година край селото е построена църквата „Свети Илия“. До края на Първата световна война много от жителите му се изселват в България.
Боривое Милоевич пише в 1921 година („Южна Македония“), че Крива има 155 къщи славяни християни.
От 224 български семейства към 1912 година до 1928 година в България се изселват 30 семейства със 138 души и в селото остават 194 български семейства. Ликвидирани са 94 имота на жители, преселили се в България. В 20-те години в селото са заселени 154 гърци бежанци, но значителна част от тях напускат селото. В 1926 година селото е прекръстено на Гривас (Γρίβας). В 1928 година в селото е смесено местно-бежанско с 16 бежански семейства и 79 жители бежанци. От 1223 жители в 1940 година само 30 са бежанци.
Селото пострадва доста в Гражданската война (1946 - 1949).
На 15 август 1986 година паметникът на гръцкия андарт Спирос Франгопулос в Крива е разрушен с чук от местен жител.
Населението традиционно произвежда много кестени, череши, круши, ябълки, картофи, боб и се занивана и със скотовъдство.
| Име                    | Име         | Ново име     | Ново име    | Описание                                      |
| ---------------------- | ----------- | ------------ | ----------- | --------------------------------------------- |
| Сивини ниви            | Σίβινι Νίβε | Врасиядес    | Βρασιάδες   | местност на ЮЗ от Крива                       |
| Ридот                  | Ρίντοτ      | Псилома      | Ψήλωμα      | местност на Ю от Крива                        |
| Фугарела или Сува река | Σουγαρέλα   | Ксиропотамос | Ξηροπόταμος | река на С от Крива                            |
| Курия                  | Κουρί       | Дасаки       | Δασάκι      | местност на СИ от Крива (510 m)               |
| Пусиите                | Πουσιΐτ     | Енедра       | Ένέδρα      | възвишение на СИ от Крива и на СЗ от Гумендже |
| Матруна                | Ματρούνα    | Агриохорту   | Άγριόχορτου | възвишение на С от Крива                      |
| Бартуни                | Μπαρτούνι   | Ортолитос    | Όρθόλιθος   | възвишение на Ю от Крива (522 m)              |

| Година    | 1913 | 1920 | 1928 | 1940 | 1951 | 1961 | 1971 | 1981 | 1991 | 2001 | 2011 | 2021 |
| --------- | ---- | ---- | ---- | ---- | ---- | ---- | ---- | ---- | ---- | ---- | ---- | ---- |
| Население | 1049 | 847  | 877  | 1223 | 1198 | 1218 | 840  | 861  | 768  | 782  | 770  | 587  |

## Личности
Родени в Крива
- Атанас Гонов, български революционер от ВМОРО, четник на Апостол Петков[29]
- Ичо Костов, български революционер от ВМОРО, четник на Апостол Петков[29]
- Пено Карамуткин (1920 – 1945), гръцки партизанин[30]
- Стоян Димитров Янъков, български революционер
- Тано Георгиев, български революционер от ВМОРО, четник на Апостол Петков[29]
- Христо Димитров (1912 – ?), български дипломат
- Христо Пипчев (1886 – 1948), гръцки революционер

Македоно-одрински опълченци от Крива
- Вангел Таев (1872 – ?), Лазарет на МОО, нестроева рота на Трета солунска дружина[31]
- Гано Деев (1892 – ?), Сборна партизанска рота на МОО[32]
- Гано Доев (1886/1887 – ?), Първа отделна партизанска рота, Сборна партизанска рота на МОО[33]
- Георги Митрев Фудулов (Гоно Фотула, Футулев, 1890 – 1956 София), Първа отделна партизанска рота, четата на Иван Пальошев, Пета одринска дружина, Първа рота на Петнадесета щипска дружина.[34] Преселва се със съпругата в София през 1916 г. и живее в къща на ул. „Перник“ и ул. „Пиротска“ до смъртта си.
- Гоно Гьошев (1886/1887 – ?), деец на ВМОРО
- Гоно Досев (1886 – ?), четата на Иван Пальошев, Първа рота на Тринадесета кукушка дружина[35]
- Гоно Илчов, Трета рота на Петнадесета щипска дружина[36]
- Гоно Качев (Качкин, 1890 – ?), четата на Иван Пальошев[37]
- Гоно Кочов Пулеков (Кочев, 1880 – ?), Първа отделна партизанска рота[38]
- Георги Димитров (1891 – ?), Първа рота на Единадесета сярска дружина[39]
- Гоно Петров Литаров (Гьорче Литара, Митаров, 1882 – ?), Първа отделна партизанска рота, Втора рота на Тринадесета кукушка дружина, Сборна партизанска рота на МОО[40]
- Димитър Анъков (Дино Аняков), 22-годишен, четата на Ичко Димитров[41]
- Димитър Георгиев Ленкин (1877 – ?), Първа отделна партизанска рота[42]
- Димитър Еленкин (Еленко), 38 (45)-годишен, надничар, III отделение, четата на Ичко Димитров, четата на Иван Пальошев, нестроева рота на Тринадесета кукушка дружина[43]
- Димитър Робков (Райков, Ранков, Ропков ? – 1913), Първа отделна партизанска рота, загинал в гръцки плен[44]
- Дино Януков (1890 – ?), четата на Иван Пальошев[45]
- Иван Гонов (1892 – ?), Първа рота на Единадесета сярска дружина[46]
- Иван Костов Гошев (1882 – ?), Първа отделна партизанска рота[47]
- Иван Младенов (1889/1892 – ?), четата на Иван Палошев, четата на Павел Христов, Първа рота на Петнадесета щипска дружина[48]
- Иван Райков, Втора рот ана Петнадесета щипска дружина, Сборна партизанска рота на МОО[44]
- Иван Т. Радков, Втора рота на Петнадесета щипска дружина[49]
- Иван Танков (Танчов, 1882 – ?), четата на Иван Пальошев, четата на Христо Чернопеев, Втора рота на Тринадесета кукушка дружина[50]
- Иван Робков (Ропков, 1884 – ?), четата на Иван Пальошев, четата на Павел Христов, четата на Ичко Димитров[51]
- Митре Иванов Пейков (Пейчев, 1874/1876 – ?), четата на Иван Пальошев[52]
- Стефан Ташев (1877 – ?), Огнестрелен парк на МОО, Продоволствен транспорт на МОО[53]
- Тано Митрев Югов (1887 – ?), Първа отделна партизанска рота[54]
- Христо Тенков (Тонков), Трета рота на Петнадесета щипска дружина[55]

Починали в Крива
- Христо Бабянски (? - 1905), български войвода от ВМОРО.[56]